# Tsuji Masanobu

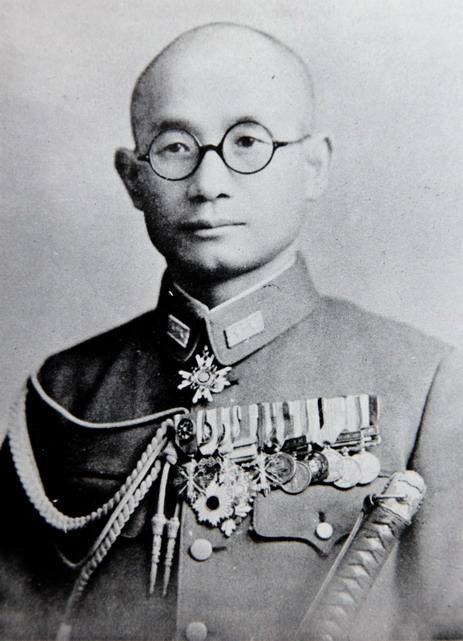
Tsuji Masanobu

Tsuji Masanobu (japanisch 辻 政信; * 11. Oktober 1900; † 20. Juli 1961) war ein japanischer Oberst und Taktiker der Kaiserlich Japanischen Armee und späterer Politiker. Tsujis Leben und Wirken, besonders während des Zweiten Weltkriegs im Pazifikkrieg, seine Beteiligung an Kriegsverbrechen, seine eigene Entziehung vor dem alliierten Kriegsverbrecherprozess in Tokio, sowie sein späteres Wirken in der japanischen Politik und seine Bücher, machten ihn zu einem der am kontroversesten diskutierten Japaner.

## Leben
Geboren in Kaga (Präfektur Ishikawa) besuchte Tsuji ab seinem sechzehnten Lebensjahr die Kadettenanstalt in Nagoya und anschließend die Heeresoffizierschule in Ichigaya, einem Stadtteil im Bezirk Shinjuku in Tokio. Seine damaligen Klassenkameraden sollten im Verlauf seines Lebens immer wieder wichtige Rollen spielen. 1921 begann Tsuji den Dienst im Generalstab der Kaiserlich Japanischen Armee und studierte ab 1924 an der Heereshochschule, die er 1931 abschloss. Er erlernte die chinesische und russische Sprache, was ihm im Verlauf seiner Karriere zugutekam.

### China
Im Jahr 1932 kam Tsuji Masanobu nach China. Zu diesem Zeitpunkt griffen japanische Einheiten gerade in der ersten Schlacht um Shanghai die Stadt Shanghai an. Tsuji wurde Kommandant einer Kompanie und verlor bei einem Scharmützel mit den Chinesen 16 seiner Soldaten. Kurz darauf bereiste er mit einem Übersetzer die Provinz Xinjiang im Westen Chinas.
Zwei Jahre später diente Tsuji als Kompaniekommandeur an der Heeresoffizierschule. Zu dieser Zeit kam es zum Aufeinandertreffen der beiden unterschiedlichen Richtungsgruppen innerhalb des japanischen Militärs; der Tōsei-ha und der Kōdō-ha. Während die Tōseiha unter Führung von Ugaki Kazushige und Tōjō Hideki als prominentem Mitglied den Kurs des starken Militärs unter Nichteinmischung in die Landespolitik verfolgte, ging die Kōdōha einem deutlich nationalistischeren Weg nach. Tsuji, der der Tōseiha näherstand, meldete, wie er später in einem seiner Bücher anmerkte, fünf seiner ihm untergebenen Studenten, die an der Planung eines Umsturzversuchs – November-Zwischenfall (十一月事件, jūichi-gatsu jiken) – der Kōdōha beteiligt gewesen sein sollen, an das Hauptquartier. Sie wurden der Offiziersschule verwiesen und zwei Offiziere, die sie rekrutiert hatten, aus der Armee entlassen.
1939 wechselte Tsuji Masanobu im Rang eines Majors zum Stab von General Ueda Kenkichi, dem Kommandeur der Kwantung-Armee. Er zeichnete Mitte des Jahres unter anderem für die Planungen zur Vorgehensweise der Armee während des Nomonhan-Zwischenfalls verantwortlich. Anschließend wechselte er im September zum Hauptquartier der 11. Japanischen Armee nach Hankou.

### Invasionsplanungen
Als eine militärische Konfrontation im südostasiatischen Raum mit den Briten und Australiern auf der malaiischen Halbinsel näher rückte, versetzte die japanische Führung im Dezember 1940 drei komplette Divisionen nach Formosa. Sie sollten dort unter Colonel Yoshihide Hayashi für den Kampf bei tropischen Bedingungen trainieren. Tsuji Masanobu stieß zu Jahresbeginn 1941 zu ihnen. Widersprüchliche Quelle bezeichnen Tsuji einmal als strafversetzt, andere ihn als Tōjō Hidekis Chefplaner für die malaysischen Operationen.
Unter seinen Untergebenen befand sich ein jüngerer Offizier, von dem er wusste, dass dieser mutwillig seinen Schreibtischjob im Heeresministerium verlassen und sich unter dem falschen Namen Asaeda nach Formosa begeben hatte, um die Niederländer in deren südostasiatischen Kolonien zu bekämpfen. Tsuji ließ ihn unter Bewachung nach Tokio überstellen, damit er sich dort den Behörden stellen könnte, um einem Skandal entgegenzuwirken. Doch schon kurz darauf kehrte Asaeda wieder nach Formosa zurück. Tsuji heuerte ihn daraufhin als Geheimagent an, um die Situation in Burma, Thailand und auf der malaiischen Halbinsel auszuspionieren. Asaeda machte sich mit der Geographie und den Landessprachen vertraut und begab sich im Frühjahr unter dem Deckmantel eines Agraringenieurs nach Thailand. Dort angekommen photographierte er Schlüsselstellen des Landes, die für eine Invasion wichtig waren, sprach mit Inländern höheren und niederen Rangs und kam so zu dem Schluss, dass Thailand einnehmbar wäre. Asaeda begab sich anschließend nach Burma, wo er vor allem die klimatischen Bedingungen im Norden des Landes untersuchte, um sie mit den Theorien zur Kriegsführung unter tropischen Bedingungen abzugleichen. Tsuji entsandte Asaeda kurz nach seiner Rückkehr zur malaiischen Halbinsel, wo dieser die Strände und Gezeitenbedingungen für eine Anlandung untersuchte.
Im Juni fanden im Golf von Tonkin vor der von Japan kontrollierten Insel Hainan Geheimmanöver statt, die von Hayashi und Tsuji geleitet wurden. Um die psychischen und physischen Eigenschaften seiner Soldaten zu testen, ließ er tausende Männer in voller Kampfausrüstung in die brütend heißen Laderäume der Schiffe klettern, wo sie bei Temperaturen von bis zu 50 °C eine Woche verbringen mussten. Auch die Pferde litten unter den gleichen Bedingungen. Anschließend brachten die Schiffe die Einheiten an offene Strände, wo diese unter Gefechtsbedingungen anlanden mussten. Dies geschah mit der Infanterie, der Artillerie und den Pioniertruppen.
Die malaysische Invasion sollte von der 25. Japanischen Armee unter General Yamashita Tomoyuki durchgeführt werden. Yamashita war zwar dankbar über Tsujis gesammelte Informationen, überzeugte sich aber selbst über die Lage, indem er den am japanischen Konsulat in Singapur tätigen Major Kunitake Terundo dorthin entsandte. Kunitake bereiste die Halbinsel und berichtete von etwa 250 Brücken, was deutlich mehr war als Tsuji angenommen hatte. So schlug er vor, jeder Division ein eigenes Pionierregiment zuzuordnen, das über genügend Material zum Brückenbau verfügte, und zusätzliche Übungen zur Überquerung von Flüssen durchführen zu lassen.

### Konoe-Attentat
In Tokio bahnten sich unterdessen unter der Regierung von Premierminister Prinz Konoe Fumimaro Begegnungen zwischen den Außenministern Japans und der USA an, die zu einer Kriegsvermeidung angesetzt worden waren. Zwei Geheimbünde, die für einen Krieg standen, planten aus diesem Grund einen Umsturz mit Hilfe von Attentaten. Tsuji Masanobu gehörte einer dieser Organisationen an und war für die Planung einer Eisenbahnbombe verantwortlich. Am 18. September 1941 sollte Fumimaro von Tokio nach Yokosuka reisen. Der Zug sollte auf der Rokugo-Brücke außerhalb Tokios zur Explosion gebracht werden. Doch schon einen Tag vorher kamen den Attentätern vier unbekannte Männer zuvor, die versuchten, Prinz Fumimaro auf offener Straße zu erdolchen. Das Attentat schlug fehl und die geplante Reise wurde abgesagt. Am 17. Oktober beauftragte Tennō Hirohito Tōjō Hideki mit der Bildung eines neuen Kabinetts, was die ultrarechten Militaristen an die Macht brachte und weitere Attentate damit überflüssig machte.

### Malaysia
Am 22. Oktober entschloss sich Tsuji Masanobu die malaiische Halbinsel persönlich in Augenschein zu nehmen. Zusammen mit dem Piloten Captain Ikeda bestieg er in Saigon eine Mitsubishi Ki-46. In der Morgendämmerung hob die Maschine ab. Bedingt durch schlechtes Wetter über der Halbinsel musste Ikeda bis auf unter 2.000 Meter heruntergehen, jedoch blieb das Flugzeug unbehelligt. So konnten sie die nördlichen Flugfelder der Alliierten erkunden und die Beobachtungen an General Terauchi Hisaichi, den neuen Kommandeur der Südarmee, weitermelden. Daraus entwickelten sie neue Invasionspläne, die von Tsuji persönlich in Tokio dem Generalstab präsentiert wurden.
Nachdem das Kabinett von Tojo die kriegerische Annexion der südostasiatischen Länder und den vermeintlich vorbeugenden Angriff auf Pearl Harbor beschlossen hatte, stachen am 4. Dezember die Konvois von Hainan, der Cam Ranh Bay und kurz danach von Saigon in See und setzten Kurs nach Süden. Tsuji Masanobu ging mit den Haupttruppen am Morgen des 8. Dezember bei Kota Bahru an Land. Im Gegensatz zu Tsujis Planungen erwartete die Japaner deutlich mehr Gegenwehr als erwartet. Doch obwohl sie zu Beginn in der Unterzahl kämpften, gelang ihnen ein Ausbau der Brückenköpfe. Vor allem in Thailand, wo die Haupttruppen an Land gegangen waren, konnte der Vormarsch in Richtung Singapur, dem eigentlichen Ziel, schnell aufgenommen werden.
Während der Kämpfe trat Tsuji oft als Motivator der eigenen Truppen in Erscheinung. Außerdem plante er Angriffe, deren Ausführungen aber von der Führungsebene des Öfteren abgelehnt wurden. Seine Beliebtheit hielt sich in Grenzen, da er wegen seines harschen Vorgehens und Umgang mit den Soldaten oft an deren Grenzen ging. Als Tsuji im Frühjahr 1942 in Verdacht geriet, an der Ermordung tausender Chinesen in Singapur beteiligt gewesen zu sein, widersetze er sich der Bestrafung durch Yamashita. Doch kurz darauf erfolgte seine Versetzung auf die Philippinen.

### Philippinen
Tsuji Masanobu traf einige Tage vor der alliierten Kapitulation auf Bataan auf den Philippinen ein. Zusammen mit Generalmajor Takaji Wachi, dem neuen Stabschef von General Homma Masaharu und etwa 4.000 Entsatzsoldaten für die seit Dezember 1941 kämpfenden Einheiten erlebte er mit, wie mehr als 70.000 alliierte Soldaten gefangen genommen wurden. Tsuji vertrat die Ansicht, alle Gefangenen zu exekutieren. Die Amerikaner, weil sie Kolonialisten waren, und die einheimischen Fillipinos, weil sie ihre „asiatischen Brüder“ betrogen hätten. Diese Meinung vertrat er auch vehement im Generalstab und war dabei so überzeugend, dass ein Stabsoffizier dies wie einen Befehl aufnahm und die angebliche Order an den zuständigen Offizier für die Gefangenen weiterleitete. Selbst die Zeitung The Japan Times & Advertiser nahm Tsujis Vorschläge auf und schrieb in ihrer Ausgabe vom 28. April:

„Sie [die Alliierten] kapitulierten und verschonten dabei nur ihr eigenes Leben… Sie können nicht wie normale Gefangene behandelt werden. Sie haben die Gebote Gottes gebrochen und ihre Niederlage ist ihre Strafe. Ihnen Gnade zu erweisen würde [nur] den Krieg verlängern… Auge um Auge, Zahn um Zahn. Ein Zögern kommt nicht in Frage und die Übeltäter müssen ausgelöscht werden.“

General Homma hatte seine Truppen allerdings angewiesen, die einheimischen Soldaten zu respektieren und von Gewaltaktionen Abstand zu nehmen. Tsujis Einfluss war aber so stark, dass es doch zu einigen Exekutionen kam, darunter einige hochrangige philippinische Politiker.

### Guadalcanal
Nachdem die Amerikaner im August 1942 die Schlacht um Guadalcanal begonnen hatten und die Japaner dort mehr und mehr zurückgedrängt wurden, ersuchte Tsuji Masanobu seine Vorgesetzten in Tokio ihn als Beobachter nach Rabaul zu schicken. Tsuji fungierte als Vermittler zwischen Armee und Marine, indem er Admiral Yamamoto Isoroku auf dem Schlachtschiff Yamato besuchte, das gerade in Kure im Dock lag, um ihn von der Notwendigkeit einer großangelegten Entsatzaktion für die Truppen auf Guadalcanal zu überzeugen. Yamamoto sah schnell in dieser Aktion die Möglichkeit einer Entscheidungsschlacht für den Pazifikkrieg. Zusammen mit Colonel Haruo Konuma, einem ehemaligen Klassenkollegen von der Heeresoffizierschule und jetzt Stabsoffizier von Generalleutnant Hyakutake Seikichi in Rabaul, erarbeitete Tsuji die Detaillierung des Plans.

#### Schlachtvorbereitungen
Als am 20. Oktober die angeforderten Entsatzeinheiten auf Guadalcanal eintrafen, waren sie in einem dermaßen schlechtem Zustand, dass sich Tsuji und Konuma entschlossen den Operationsplan zu ändern. Sie befahlen den Truppen, in einem überraschenden Nachtangriff die Amerikaner am Henderson Airfield aus dem Rücken heraus anzugreifen. Dazu musste ein fast 25 Kilometer langer Pfad durch den Dschungel geschlagen werden, dessen Bewuchs so dicht war, dass die Japaner sich oftmals nur kriechend durch das Geäst bewegen konnten. Unterdessen lag Henderson Airfield unter anhaltenden Artilleriefeuer. Den Amerikanern gelang es nur elf Maschinen zu starten, die aber auf See den japanischen Schiffen kaum Schäden zufügten. Die anrückende Infanterie stand unter der persönlichen Operationsleitung von Tsuji Masanobu. Er hatte jeden Soldaten mit einer Artilleriegranate oder dem Teil eines Geschützes zusätzlich zum eigenen Gewehr ausrüsten lassen. Kochen hatte er bei Strafe verboten. Am dritten Tag waren die Männer so erschöpft, dass sie Teile ihrer Ausrüstung am Rande des Pfads zurücklassen mussten.

#### Intrige gegen Kawaguchi Kiyotake
Kawaguchi Kiyotake, General der nach ihm benannten Kawaguchi Abteilung, die die Schlacht am Bloody Ridge Ende September verloren hatte, befand sich noch auf Guadalcanal. Tsuji, der Kawaguchi noch von den Philippinen her kannte und von dessen moderatem Führungsstil nicht überzeugt war, entledigte sich diesen mittels einer List. Als Kawaguchi Tsuji auf mögliche Schwachstellen in dessen Plan ansprach und eigene Vorschläge dazu auf den Tisch legte, bedankte sich Tsuji und versprach Generalleutnant Maruyama Masao, den Oberkommandierenden der 2. Division (Sendai Division) auf Guadalcanal, davon in Kenntnis zu setzen. In Wahrheit verfolgte Tsuji aber seinen abgeänderten Plan der Nachtattacke weiter. Zum Zeitpunkt des Angriffs, Mitternacht vom 24. auf den 25. Oktober, befanden sich Kawaguchis Soldaten daher noch mehr als 36 Stunden von der neuen geplanten Frontlinie entfernt. Kawaguchi informierte Maruyama über seine Position, der über dessen Verzögerung äußerst ungehalten war und ihn daraufhin von seinem Posten ablösen ließ.

#### Die japanische Niederlage
Der Nachtangriff verlief für die Japaner desaströs. Sie verloren während des verfrüht durchgeführten Kampfes etwa 600 Infanteristen und neun Panzer. Die Amerikaner waren durch die Sichtung von Feuer und Kundschaftern auf die anrückenden Japaner aufmerksam geworden und löschten fast das ganze japanische Regiment aus. Da die Marine von einem Erfolg ausging und Henderson Airfield in japanischer Hand wähnte, versuchten ihre Schiffe Truppen anzulanden, was aber von angreifenden amerikanischen Jägern schon auf See behindert wurde. Yamamoto beschloss aber trotzdem seine Männer mit allen Mitteln an Land zu bringen. Dieses Unterfangen artete in eine zweitägige Schlacht aus, die 3.000 Japanern das Leben kostete.
Tsuji kämpfte sich fünf Tage lang durch den unwegsamen Dschungel entlang des geschlagenen Pfads zurück zur Küste. Dort bezichtigte er sich per Funktelegramm an Feldmarschall Sugiyama Hajime des Versagens und nahm alle Schuld für die Niederlage auf sich, da er die Stärke des Feindes absolut unterschätzt habe. Hajime lehnte aber eine von Tsuji gewünschte Bestrafung ab und Tsuji begab sich im November 1942 nach Tokio.
Am 25. Dezember wurde auf Grund der Lage auf Guadalcanal eilig eine mehrtägige dauernde Notkonferenz im kaiserlichen Palast anberaumt. Die Marine- und Armeeabgesandten stritten sich dabei vehement darüber, wer die Verantwortung für einen möglichen Rückzug übernehmen würde. Sugiyama und Tsuji plädierten im Namen der Armee für den Rückzug, während die Marine noch weitere Angriffe gegen die Amerikaner befürwortete. Die endgültige Rückzugsentscheidung fiel am 31. Dezember und Kaiser Hirohito nahm diese mit bitteren Worten entgegen. Nach der Übermittlung des entsprechenden Befehls begannen die Japaner am 23. Januar 1943 ihre Einheiten von der Insel abzuziehen. Rund 25.000 Japaner waren seit Tsujis Eingreifen auf Guadalcanal gefallen, deren Tod Kawaguchi Kiyotake Tsuji anlastete.

### Burma
Von den japanischen Inseln erfolgte Mitte 1943 wiederum eine Versetzung nach China, wo Tsuji Masanobu im Hauptquartier des Japanischen Expeditionskorps in Nanjing diente. Dort verblieb er fast ein Jahr und wurde dann nach Burma abgeschoben. Er kam dort am 15. Juli 1944 an und meldete sich im Hauptquartier von General Masaki Honda, dem Kommandanten der 33. Armee. Die Hauptaufgabe bestand zu dieser Zeit aus der Planung und Durchführung der Operation Dan, die die Öffnung der Burmastraße von Lungling bis zum Saluen zum Ziel hatte.
Tsuji Masanobu wurde nach seiner Ankunft dem Planungsstab von Major Shirazaki zugeteilt, der Tsuji gegenüber eine negative Einstellung hatte, die auf Tsujis Guadalcanal-Verlusten fußte. Mittels geeigneter taktischer Vorschläge, beispielsweise der Verlegung des Hauptquartiers, und einem selbstbewussten Auftreten gelang es Tsuji General Honda von seinen Qualitäten zu überzeugen und so trat er schon nach kurzer Zeit die Nachfolge von Major Shirazaki an.
Unterdessen bedrohten die chinesischen Truppen unter General Joseph Stilwell die linke Flanke der vorgesehenen Offensivstellung bei Myitkyina. Sollte die Stadt fallen, hätten die Alliierten den Nachschubweg bis zur chinesischen Grenze geöffnet. Am 31. Juli 1944 übermittelte der Garnisonskommandant an das Hauptquartier die Nachricht, dass er nicht länger im Stande sei, die Stadt zu halten. Tsuji antwortete, dass er in keinem Fall die Stadt aufgeben dürfe. Dieser Befehl war von General Honda autorisiert worden. Doch kurz darauf fiel Myitkyina an Stillwell und der Garnisonskommandant vollzog das Seppuku-Ritual. Der Rest der 33. Armee bekam von Honda den Auftrag bis zum Tode den vorrückenden Chinesen entgegenzutreten. Mitte Oktober begannen die Briten und Chinesen ihre letzte Großoffensive auf die schon sehr geschwächten Japaner und schlossen sie in einer großen Zangenbewegung ein. Zwar gelang es der 33. Armee, bis Ende Januar 1945 auszuhalten und sich nicht nach Lashio zurückzuziehen, doch dann mussten sie die Nachschubroute von Indien nach China freigeben.
Am 11. Februar trafen sich General Honda und Tsuji Masanobu zu einer Konferenz, bei der Tsuji, der während der Kämpfe schwer verwundet worden war, eine Tapferkeitsmedaille verliehen wurde. Im April befand sich das Hauptquartier der Japaner in einem Tempel in Pyinmana, als die Stadt von der 161. Indischen Brigade überrannt wurde. In der Nacht gelang es ihnen unbemerkt nach Norden zu entkommen. Tsuji gab über Funk Anweisungen an die Heeresführer der 33., 28. und 15. japanischen Armee, dem Lauf des Sittang zu folgen und vor Rangun auf das andere Ufer überzusetzen. In einer flammenden Rede forderte er alle Soldaten auf, ihr Leben für den Kaiser und Japan zu geben.
Tsuji Masanobu gelang im Juni 1945 die Flucht über Bilin und Moulmein nach Thailand. Dort konnte er mit Hilfe einiger alter Freunde von der Heeresoffizierschule den aufständischen thailändischen Soldaten entkommen. Er verbrachte einige Zeit in Don Maung, bevor er im August versuchte über Saigon nach Tokio zu kommen. Da er dort aber immer wieder abgewiesen wurde und keinen Flug bekam, kehrte er nach Bangkok zurück.

### Nach Kriegsende
Zehn Tage nach Kriegsende ergaben sich die Japaner in Burma und General Honda kam mit seinem Stab in britische Gefangenschaft. Nach einigen Untersuchungen kamen die Briten zu dem Schluss, Tsuji Masanobu als Kriegsverbrecher auszuschreiben. Tsuji war währenddessen in Thailand untergetaucht. Unter dem Pseudonym eines buddhistischen Priesters mit Namen Aoki Norinobu und geändertem Aussehen lebte er mit sieben anderen Japanern; einige wiederum alte Klassenkameraden; in Bangkok. Als die Briten Ende Oktober die Stadt besetzten und bekannt gaben, dass auch Priester interniert werden würden, entschloss sich Tsuji nach China zu gehen.
Mit Hilfe der sogenannten Blaukittel, einer Gruppierung, die für den Geheimdienst Chiang Kai-sheks arbeitete, gelang ihm die Flucht durch Indochina bis nach Hanoi, das er am 29. November 1945 erreichte. Dort hielt er sich für etwa drei Monate auf, bis er Anfang März 1946 nach Kunming fliegen konnte. Mittlerweile hatte er seinen Namen in Shih Kuang-yu geändert und flog einige Tage später nach Chongqing, wo er für das militärische Propagandabüro der Kuomintang arbeitete und japanische Dokumente, die an die chinesischen Kommunisten gerichtet waren, übersetzte.
Während seines Chinaaufenthalts überstand Tsuji Masanobu eine Choleraerkrankung. Über Hankou flog Tsuji Anfang Juli nach Nanjing, wo er unter dem Namen Wu Chieh-nan in der Arbeitsgemeinschaft der nationalen Selbstverteidigung, Abschnitt Verteidigung, beschäftigt war. Kurz nach seiner Ankunft suchte er unter anderem das ehemalige japanische Hauptquartier auf und traf dort auf weitere Japaner, die dort an der Entschlüsselung von Nachrichten der Kommunisten arbeiteten.

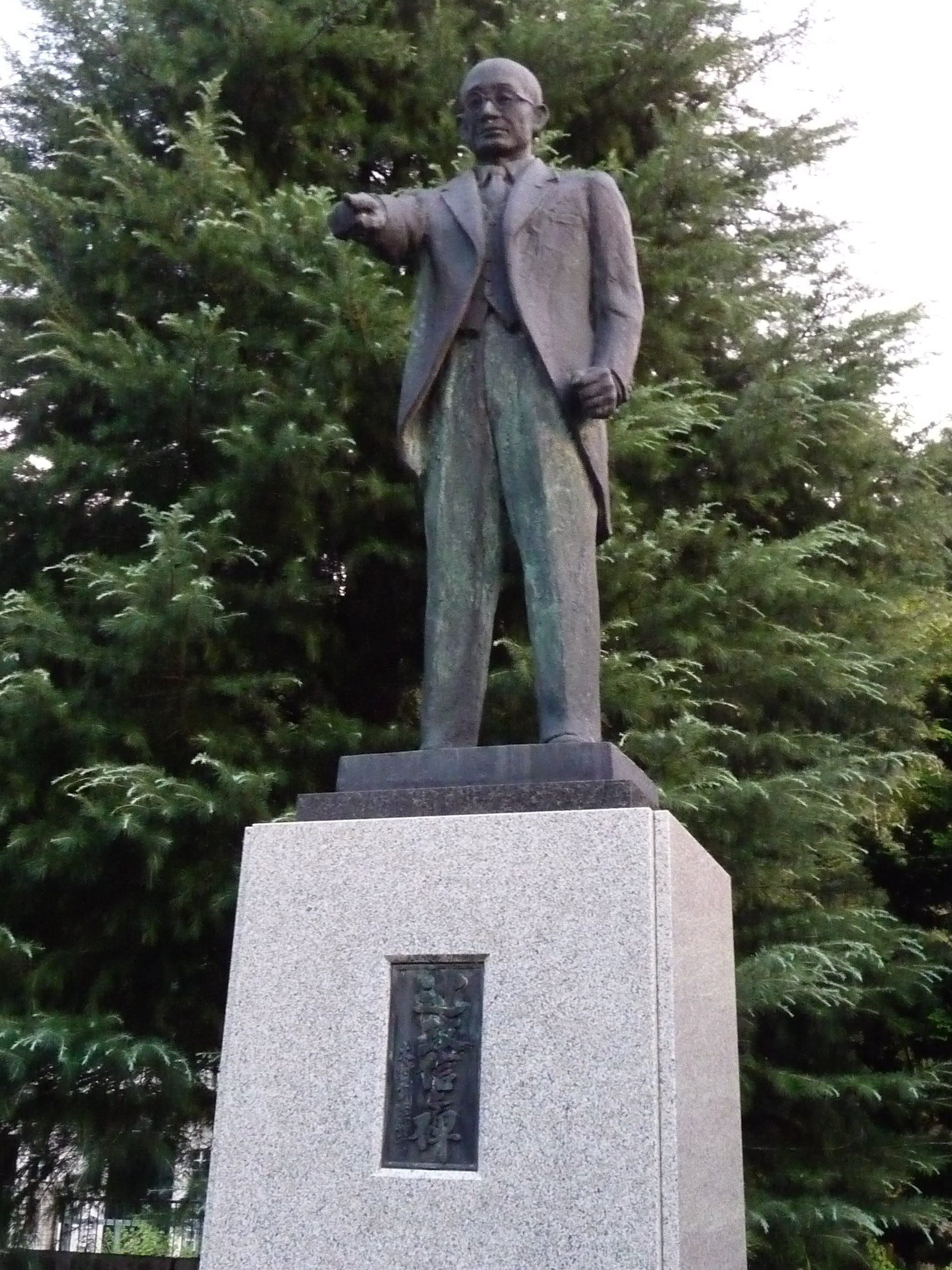
Statue Masonobus in Kaga (Ishikawa)

Auch in China beschäftigte sich Tsuji Masanobu immer wieder mit Kriegsthemen. So schrieb er eine Abhandlung über mögliche Strategie- und Kampfszenarien während des Zweiten Weltkriegs, eine Anleitung für Schlechtwetteroperationen, oder auch über den strategischen Gebrauch von topografischen Daten. Alleine sechs Monate verbrachte er mit der Übersetzung des japanischen Manuals über die Kämpfe mit der Sowjetunion in Sibirien 1924 ins Chinesische.
Tsuji besuchte zusammen mit anderen Offizieren, die von den Chinesen angeheuert worden waren, japanische Gefangene in Nanjing und verfolgte die beginnenden Kriegsverbrecherprozesse. Er setzte sich auch für die Verlegung eines ihm persönlich bekannten Angeklagten in ein besseres Gefängnis nach Shanghai ein.
Im Februar 1947 bat Tsuji Masanobu um seine Entlassung aus chinesischen Diensten, was ihm gewährt wurde. Am 15. Mai verließ Tsuji Nanjing und begab sich einen Tag später an Bord eines Schiffes in Shanghai, auf dem unter anderem auch rund 60 japanische Kriegsgefangene zur Aburteilung nach Japan gebracht wurden. Bei einem Zwischenhalt auf Formosa brachten die Chinesen weitere 300 Japaner an Bord. Das Schiff erreichte Sasebo am 26. Mai 1948.
Da die Alliierten, im Besonderen die Briten, Tsuji Masanobu weiterhin als Kriegsverbrecher suchten, musste er die ersten Jahre in Japan im Untergrund verbringen. Obwohl die meisten Kriegsverbrecherprozesse bereits beendet waren und die Allied Land Forces South East Asia (ALFSEA) bereits durch die Far Eastern Land Forces (FARELF) abgelöst worden waren, betonten die Briten, dass sie Tsujis Fall aus berechtigtem nationalen Interesse wieder aufnehmen würden. Gleichzeitig musste London allerdings zugeben, das benötigte Personal nicht wieder einsetzen zu können.
Kurz darauf begann Tsuji Masanobu mit dem Start einer neuen Karriere als Politiker. Auf Grund seiner hohen Popularität, besonders in nationalistischen Kreisen, aber auch durch seine nun herausgegebenen Bücher über den Krieg in Südostasien, gelang es ihm 1952 in das Shūgiin (Unterhaus) im japanischen Parlament gewählt zu werden. Er wurde dreimal wiedergewählt und blieb bis 1959 im Unterhaus, bis er 1959 ins Sangiin gewählt wurde, in dem er bis zu seinem Tode (nominell auf Grund seines Vermisstseins die volle Amtszeit von 6 Jahren bis 1965) einen Sitz hatte.
Zu Beginn der 1960er Jahre begann Tsuji Masanobu, wieder das asiatische Ausland zu bereisen. Von einer dieser Reisen, Historiker sprechen von Nordvietnam oder Laos, kehrte er 1961 nicht mehr zurück und wurde nach japanischem Recht 1968 für tot erklärt.

## Werke
- Japan's Greatest Victory, Britain's Worst Defeat: Capture and Fall of Singapore, 1942, Spellmount Publishers Ltd, 2002, ISBN 978-1-86227-129-6
- Singapore, 1941–42, OUP Australia and New Zealand; New Ed edition, 1988, ISBN 978-0-19-588891-1
- Underground Escape, 1952